# Funiculi Funicula (radioprogramma)
"Funiculi Funicula" is een Vlaams radioprogramma op Radio 2 dat van 1990 tot 2009 werd uitgezonden. Het werd gepresenteerd en samengesteld door Marc Brillouet en liet vooral lichte klassieke muziek horen. De titel is ontleend aan het gelijknamige bekende Napolitaanse volkslied Funiculi Funicula.
Het programma keerde eenmalig terug in 2015. Van 17 tot 22 februari van dat jaar zond Radio 2 namelijk in de reeks "Klassiekers van de jaren 90" enkele programma's van toen eenmalig opnieuw uit, waaronder op zondag 22 februari "Funiculi Funicula", dat dat jaar net 25 jaar geleden voor het eerst op Radio 2 werd uitgezonden. Een leuke anekdote is dat "Funiculi Funicula" door de typische muziekkeuze door luisteraars in luisteronderzoeken bij de "betere Klara (!)-programma's" werd gerekend. Marc Brillouet nodigde voor deze speciale uitzending Helmut Lotti uit en blikte samen met hem terug op diens carrière. Voorts waren er fragmenten te horen van memorabele interviews van onder anderen Andrea Bocelli, Luciano Pavarotti, Nana Mouskouri en Roberto Alagna.
Sinds 1991 zijn ook meerdere compilatie-cd's uitgebracht met muziek die tijdens de uitzendingen vaak gedraaid wordt. Drie ervan haalden qua verkoop de gouden status, namelijk Funiculi Funicula vol. 31, vol. 33 en Favorieten Om Te Zoenen. Hierna vermelden we enkel de releases die het Radio 2-logo dragen.
Een eerste overzicht bevat de genummerde reeks. Let wel: bij Funiculi Funicula vol. 18 ontbreekt het volgnummer op de hoes. Vol. 1 tot en met vol. 28 verschenen op het Sony-label, vol. 29 t.e.m. vol. 35 op het Universal-label.

Funiculi Funicula vol. 1 (1991)
Funiculi Funicula vol. 2 (1991)
Funiculi Funicula vol. 3 (1992)
Funiculi Funicula vol. 4 (1992)
Funiculi Funicula vol. 5 (1993)
Funiculi Funicula vol. 6 (1993)
Funiculi Funicula vol. 7 (1994)
Funiculi Funicula vol. 8 (1994)
Funiculi Funicula vol. 9 (1995)
Funiculi Funicula vol. 10 (1995)
Funiculi Funicula vol. 11 (1996)
Funiculi Funicula vol. 12 (1996)
Funiculi Funicula vol. 13 (1997)
Funiculi Funicula vol. 14 / Funiculi Funicula goes Hollywood (1997)
Funiculi Funicula vol. 15 (1998)
Funiculi Funicula vol. 16 / Funiculi Funicula goes Vienna (1998)
Funiculi Funicula vol. 17 (1999)
Funiculi Funicula vol. 18 - Millenniumeditie (1999)
Funiculi Funicula vol. 19 (2000)
Funiculi Funicula vol. 20 (2001)
Funiculi Funicula vol. 21 (2002)
Funiculi Funicula vol. 22 (2002)
Funiculi Funicula vol. 23 - Romantica (2003)
Funiculi Funicula vol. 24 (2003)
Funiculi Funicula vol. 25 - Amore (2004)
Funiculi Funicula vol. 26 - Winter Wonderland (2004)
Funiculi Funicula vol. 27 - Primavera (2005)
Funiculi Funicula vol. 28 (2006)
Funiculi Funicula vol. 29 (2006)
Funiculi Funicula vol. 30 + bonus-cd 'Italia' (2007)
Funiculi Funicula vol. 31 (2007); dit album werd met goud bekroond
Funiculi Funicula vol. 32 + bonus-cd 'Venezia!' (2008)
Funiculi Funicula vol. 33 (2008); dit album werd met goud bekroond
Funiculi Funicula vol. 34 + bonus-cd 'Romantica' (2009)
Funiculi Funicula vol. 35 (2009)

Buiten de reeks verschenen nog deze compilaties, de eerste vijf bij Sony en de volgende bij Universal:

Funiculi Funicula (1993) [bevat vol. 1-5]
Funiculi Funicula - 10 Jaar (2000)
Funiculi Funicula - Uw Favoriete Keuze (2002)
Funiculi Funicula - 15 Jaar (2005)
Funiculi Funicula - Favorieten (2006)
Funiculi Funicula - Musicalfavorieten (2008)
Funiculi Funicula - Favorieten Om Te Zoenen (2009); nummer 1 in de Ultratop 20 Compilaties (31 januari 2009); dit album werd met goud bekroond
Funiculi Funicula - Romantische Dansfavorieten (2010); nummer 1 in de Ultratop 20 Compilaties (23 januari 2010)
Funiculi Funicula - Het Beste Uit 20 Jaar (2010)
Funiculi Funicula - Het Beste Uit 20 Jaar: The Final Edition (2010)
Het Beste Uit 25 Jaar Funiculi Funicula 1991-2016 - Mis en bouteille musicale au Château Brillouet (2016)
Funiculi Funicula - Favorieten: Collector's Editie (2017)
Funiculi Funicula Romantica (2018)
Funiculi Funicula Amore (2019)
Funiculi Funicula Primavera (2021); nummer 1 in de Ultratop 20 Compilaties (9 april 2021)
30 Jaar Funiculi Funicula 1991-2021 - Mis en bouteille musicale au Château Brillouet (2021); nummer 1 in de Ultratop 20 Compilaties (13 november 2021)

In 2013 besliste Radio 2 om de Funiculi Funicula-cd-reeks herop te starten onder de vlag "Radio 2 Klassiekers". Dat najaar werd van start gegaan met volume 1. Deze reeks is geen herhaling van de vorige volumes, maar biedt telkens nieuwe muziekselecties aan. Inmiddels zijn in deze reeks volgende 3cd-boxen bij Universal verschenen:

Radio 2 Klassiekers - Funiculi Funicula (2013)
Radio 2 Klassiekers - Funiculi Funicula vol. 2 (2014)
Radio 2 Klassiekers - Funiculi Funicula vol. 3 (2015)
Radio 2 Klassiekers - Funiculi Funicula vol. 4 (2016); nummer 1 in de Ultratop 20 Compilaties (19 november 2016)
Radio 2 Klassiekers - Funiculi Funicula vol. 5 (2017)
Radio 2 Klassiekers - Funiculi Funicula vol. 6 (2018); nummer 1 in de Ultratop 20 Compilaties (23 november 2018)
Radio 2 Klassiekers - Funiculi Funicula vol. 7 (2019); nummer 1 in de Ultratop 20 Compilaties (15 november 2019)
Radio 2 Klassiekers - Funiculi Funicula vol. 8 (2020); nummer 1 in de Ultratop 20 Compilaties (21 november 2020) 
Radio 2 Klassiekers - Funiculi Funicula 2022 (2022); nummer 1 in de Ultratop 20 Compilaties (13 november 2022) 
Radio 2 Klassiekers - Funiculi Funicula 2023 (2023); nummer 1 in de Ultratop 20 Compilaties (3 november 2023)

Ten slotte nog vermelden dat platenfirma Universal de volgende Funiculi Funicula-cd's heeft gereleaset. Deze compilaties waren telkenmale verkrijgbaar bij het tijdschrift Libelle in de loop van de maand december.
Het Beste Van Funiculi Funicula, Vol. 1 (2011)
Het Beste Van Funiculi Funicula, Vol. 2 (2011)
Het Beste Uit Funiculi Funicula (2013)
Het Beste Uit Funiculi Funicula (2014), eveneens verkrijgbaar bij Story onder de titel 'Een wintergeschenk'
Funiculi Funicula (2015) (14 onvergetelijke melodieën, CD voor sfeervolle winteravonden)
Funiculi Funicula (2016)
Funiculi Funicula (2017)
Funiculi Funicula (2018)